# 三重県立朝明高等学校
三重県立朝明高等学校（みえけんりつあさけこうとうがっこう）は三重県四日市市にある三重県立高等学校。通称「朝明（あさけ）」。全日制課程に普通科・ふくし科を設置している。

## 沿革
- 1978年（昭和53年）4月10日 - 開校式を挙行する（普通科を設置する）。
- 1998年（平成10年）4月1日 - 普通科に福祉コースを設置する。
- 2013年（平成25年）4月1日 - 普通科福祉コースをふくし科に改編する。

## 教育組織
全日制
- 普通科（定員200名） - 2年次よりチャレンジコース、ビジネスコース、アスリートコースに分かれる。
- ふくし科（定員40名）

## 学校行事
- 4月：始業式、入学式、1年宿泊研修
- 6月：2年修学旅行、1・3年進路ガイダンス
- 7月：クラスマッチ、終業式
- 9月：始業式、学校環境DAY、体育祭
- 10月：文化祭
- 11月：2年インターンシップ、1・3年秋季遠足
- 12月：終業式
- 1月：始業式
- 2月：マラソン大会
- 3月：卒業式、クラスマッチ

## 部活動
運動クラブ
ラグビー、自転車競技、柔道、硬式野球、弓道、女子バレーボール、バドミントン、レスリング、卓球、女子バスケットボール
文化クラブ
華道、書道、美術、ボランティア、漫画研究、吹奏楽

## 交通
- 三岐鉄道三岐線 保々駅より徒歩で約25分。
- JR関西本線 四日市駅から三重交通バス1番乗り場、または近鉄名古屋線・湯の山線、四日市あすなろう鉄道内部線 近鉄四日市駅から三重交通バス南4番乗り場71系統福王山行きにて「鵜川原神社前」バス停下車、徒歩で約15分。

## 出身著名人
- 金喆元（ラグビー選手）
- 權正赫（ラグビー選手）
- 王授榮（ラグビー選手）
- 王鏡聞（ラグビー選手）
- 高橋信之（ラグビー選手）
- 小野広大（ラグビー選手）
- 浅井康太（競輪選手）
- 柴崎俊光（競輪選手）
- 柴崎淳（競輪選手）
- 竹野百香（ガールズケイリン選手）
- トニーヒロタ（ものまね芸人）
- 奥田啓介（プロレスラー）